# Don't Upset the Rhythm (Go Baby Go)
Don't Upset the Rhythm (Go Baby Go) è un brano musicale del gruppo Noisettes, estratto come secondo singolo dall'album, Wild Young Hearts del 2009. Il remix ufficiale del brano figura la partecipazione del rapper Wale e della cantante Estelle.
La canzone ha acquisito una certa popolarità grazie al suo utilizzo come sottofondo musicale degli spot televisivi della Mazda 2 in Europa.

## Tracce
Promo - CD-Single Vertigo / Mercury DONTUPSETCJ1 (UMG)
1. Don't Upset The Rhythm (Go Baby Go) (Radio Edit) - 3:13
2. Don't Upset The Rhythm (Go Baby Go) (Album Version) - 3:45
3. Don't Upset The Rhythm (Go Baby Go) (Instrumental) - 3:44

## Classifiche
| Classifica (2009)    | Posizione più alta |
| -------------------- | ------------------ |
| Paesi Bassi          | 75                 |
| Europa               | 4                  |
| Irlanda              | 8                  |
| Svizzera             | 79                 |
| Regno Unito          | 2                  |
| U.S. Hot Dance Songs | 4                  |